# Lycaenopsis cinctata
Lycaenopsis cinctata är en fjärilsart som beskrevs av Chapman 1909. Lycaenopsis cinctata ingår i släktet Lycaenopsis och familjen juvelvingar. Inga underarter finns listade i Catalogue of Life.